# Formule de Hagen-Rubens
En optique, la formule de Hagen-Rubens exprime le coefficient de réflexion d'un milieu conducteur en fonction de la fréquence de la radiation incidente et de la conductivité du milieu.
Cette relation s'écrit:
{\displaystyle R=1-2\left({\frac {2\epsilon _{0}\omega }{\sigma }}\right)^{1/2}}
Dans le système d'unités SI. 

## Démonstration
On part des équations de Maxwell et on exprime la densité de courant en fonction du champ électrique en utilisant la loi d'Ohm. 
On obtient: 
{\displaystyle \nabla \times \mathbf {B} =\mu _{0}\sigma \mathbf {E} +\mu _{0}\epsilon _{0}{\frac {\partial \mathbf {E} }{\partial t}}}
et:
{\displaystyle \nabla \times \mathbf {E} =-{\frac {\partial B}{\partial t}}}
En éliminant le champ magnétique, on trouve une équation différentielle au dérivées partielles du second ordre pour le champ électrique. Cette équation s'écrit:
{\displaystyle \nabla ^{2}\mathbf {E} =\mu _{0}\sigma {\frac {\partial \mathbf {E} }{\partial t}}+{\frac {1}{c^{2}}}{\frac {\partial ^{2}\mathbf {E} }{\partial t^{2}}}}
On cherche une solution de cette équation sous la forme {\displaystyle E(x,t)=E_{0}e^{ikx-i\omega t}}, ce qui donne:
{\displaystyle k={\frac {\omega }{c}}\left(1+{\frac {i\sigma }{\omega \epsilon _{0}}}\right)^{1/2}}
Un métal se comporte donc comme un milieu d'indice de réfraction complexe {\displaystyle N(\omega )=\left(1+{\frac {i\sigma }{\omega \epsilon _{0}}}\right)^{1/2}}
La partie imaginaire de {\displaystyle N(\omega )} est responsable de l'effet de peau du métal. 
En appliquant la formule donnant le coefficient de réflexion sur un milieu d'indice {\displaystyle N(\omega )} et en supposant une fréquence telle que {\displaystyle \sigma \gg \epsilon _{0}\omega }
on obtient la relation de Hagen-Rubens. 